# Patrick Cormack
Pour les articles homonymes, voir Cormack (homonymie).
Patrick Cormack, né le 18 mai 1939 à Grimsby (Midlands de l'Est, Angleterre) et mort le 25 février 2024, est un homme politique, historien, journaliste et auteur britannique. Il est député conservateur de 1970 à 2010 et pair à vie depuis 2010.

## Biographie

### Jeunesse
Patrick Thomas Cormack naît à Grimsby juste avant le déclenchement de la Seconde Guerre mondiale. Il fait ses études localement à la St James's Choir School et à la Havelock School, avant de fréquenter l'université de Hull où il obtient un Bachelor of Arts (Baccalauréat universitaire en arts et lettres) en 1961. Il enseigne à son ancienne école, la St James's Choir School, en 1961, avant de devenir responsable de la formation et de l'éducation chez Ross Ltd en 1966. En 1967, il est nommé directeur adjoint au Wrekin College de Wellington, Shropshire pendant deux ans, après quoi il est directeur de l'histoire à la Brewood Grammar School en 1969.

### Carrière politique
Patrick Cormack se présente au siège parlementaire travailliste de Bolsover aux élections générales de 1964, où il perd contre le député en exercice Harold Neal, qui l'emporte avec une majorité de 23 103 voix.
Aux élections générales de 1966, Cormack se présente au siège de sa ville natale de Grimsby, mais est de nouveau vaincu, cette fois par le secrétaire d'État à l'Éducation et à la Science, Anthony Crosland, qui a une majorité de 8 126 voix.
Aux élections générales de 1970, Cormack se présente pour le siège de Cannock, et cette fois est élu, battant de justesse la députée travailliste sortante Jennie Lee (l'épouse du fondateur du National Health Service, Aneurin Bevan). Cormack gagne avec une majorité de 1 529 voix.
Avant 1970, Cormack est membre du Bow Group et du Conservative Monday Club, démissionnant des deux à la fin de 1971 .
De 1970 à 1973, Cormack est secrétaire parlementaire privé du ministère de la Santé et de la Sécurité sociale. Il change de circonscription aux élections générales de février 1974, quittant le siège marginal de Cannock pour le siège nouvellement dessiné du South West Staffordshire, qu'il remporte confortablement avec une majorité de 9 758 voix. Cormack est membre du comité spécial de l'éducation pendant la durée du Parlement de 1979 .
Le 7 octobre 1981, alors que le chômage national approche les 3 millions (contre 1 500 000 deux ans auparavant), Cormack exhorte le Premier ministre Margaret Thatcher à modifier sa politique économique — à savoir le monétarisme pour lutter contre l'inflation — si la Grande-Bretagne voulait éviter une catastrophe économique .
En 1983, sa circonscription change son nom pour devenir Staffordshire South après les Élections générales britanniques de 1983, et il est membre du comité du président. Cormack est nommé chevalier dans la liste des honneurs du Nouvel An de la Reine en 1995, pour ses services au Parlement. En 1997, après 27 ans en tant que député à l'Arrière-ban, il est promu par le chef de l'opposition d'alors, William Hague, au poste de chef adjoint de l'opposition à la Chambre des communes.
Il quitte ce poste en 2000 afin de se présenter au poste de président de la Chambre des communes (à la suite du départ à la retraite de Betty Boothroyd). Cependant, il échoue dans sa candidature à la présidence, la Chambre ayant plutôt choisi le député travailliste Michael Martin pour le poste. Au cours de la législature 2005-2010, Cormack est le président de la commission restreinte des affaires d'Irlande du Nord.
Le vote dans le Staffordshire South est reporté aux élections générales de 2005 en raison du décès du candidat libéral démocrate Jo Harrison. Lorsque les élections ont lieu le 23 juin 2005, Cormack gagne confortablement. En février 2007, Cormack n'est pas réinvesti par son parti de circonscription pour les élections générales suivante. Ce vote est par la suite déclaré invalide car le nombre de votes enregistrés dépassait le nombre de personnes présentes à la réunion ,. En juillet 2007, le conseil exécutif des conservateurs du South Staffordshire vote sur la question, mais cela aboutit à une égalité. Par conséquent, un vote de tous les membres locaux du parti a lieu pour décider si Cormack devait rester le candidat du parti aux prochaines élections générales . Lors du vote du 14 septembre, Cormack est réélu candidat conservateur, bénéficiant du soutien de plus de 75% des membres du parti participant. Cormack exprime sa gratitude et qualifie la victoire de « grand soulagement » . Par la suite, le 1er décembre 2009, Cormack annonce son intention de se retirer aux élections générales de 2010 .
Cormack est créé pair à vie le 18 décembre 2010, en tant que baron Cormack d'Enville, dans le comté de Staffordshire . Il siège sur les bancs conservateurs de la Chambre des Lords. Cormack s'est opposé aux plans de la Coalition pour réformer la Chambre des Lords, se prononçant contre eux à plusieurs reprises dans la chambre.
Cormack est considéré comme un conservateur de One nation. Il est un Heathite, et est un rebelle fréquent sous Margaret Thatcher .

### Intérêt pour l'histoire
Patrick Cormack s'intéresse activement aux questions historiques, en particulier celles liées au patrimoine anglais. Il est également un historien parlementaire très compétent.
Cormack écrit de nombreux livres sur des sujets allant de l'histoire du parlement, des châteaux britanniques, des cathédrales anglaises et un livre sur William Wilberforce.
Cormack est administrateur du Church Preservation Trust depuis 1972 et membre de la Society of Antiquaries of London. Il est membre du conseil d'archéologie britannique depuis 1979 et est également livreur de la Worshipful Company of Glaziers and Painters of Glass pendant la même période. De 1983 à 1993, il est administrateur du Winston Churchill Memorial Trust. Il est consultant et conseiller auprès de FIRST, une organisation d'affaires internationales depuis 1985. Il est vice-président de la Royal Stuart Society et patron de la Heritage Crafts Association.
Chrétien engagé, Cormack est l'un des gestionnaires de l'église paroissiale du Parlement, St Margaret's, Westminster, de 1978 à 1990. Cormack est un « homme libre » de la ville de Londres en 1980 et est nommé lieutenant adjoint du Staffordshire en 2011 .